# Ксения Петербургская

Памятник блаженной Ксении у посвященной ей часовни на Смоленском кладбище Санкт-Петербург.

Ксе́ния Петербу́ргская (настоящее имя Ксе́ния Григо́рьевна Петро́ва; между 1719 и 1730 или около 1731 — 1802, Санкт-Петербург) — православная юродивая дворянского происхождения, жившая в Санкт-Петербурге.
Канонизирована в лике блаженных 6 июня 1988 года на Поместном соборе Русской православной церкви.

## Жизнеописание
Документальные сведения о её жизни отсутствуют, первые публикации народных преданий о ней относятся к 1840-м годам. Согласно этим рассказам, она родилась в первой половине XVIII столетия, предположительно между 1719 и 1730 годами или около 1731 года. Отца её звали Григорием, имя матери, а также фамилии обоих родителей неизвестны. По достижении совершеннолетия Ксения Григорьевна сочеталась браком с придворным певчим — Андреем Фёдоровичем Петровым. Жила с супругом, достигшим чина полковника, в Санкт-Петербурге в доме, находившемся либо в начале улицы, впоследствии названной по имени её мужа — «Андрея Петрова» (с 1877 года — Лахтинская улица), где в настоящее время находится галерея бутиков Apriori, либо между домами 15 и 19 по Лахтинской улице, где находится храм Святой Ксении Петербургской.
После внезапной кончины мужа 26-летняя Ксения избрала тяжёлый путь юродства. Она пожертвовала дом мужа одной из своих знакомых, облачилась в его одежды, отзывалась только на его имя и говорила, что он жив, а Ксения умерла. После того как одежда мужа от времени истлела, она стала одеваться в красную кофту и зелёную юбку, либо в зелёную кофту и красную юбку, а на босых ногах носила рваные башмаки. Многие предлагали ей тёплую одежду и обувь, но блаженная Ксения не соглашалась ничего брать.
Милостыню блаженная Ксения также не принимала, беря только копейки, которые затем раздавала. Целыми днями она бродила по улицам Петербурга, иногда заходила к своим знакомым, обедала у них и беседовала с ними. Долгое время было неизвестно, где она проводила ночи. Затем было выяснено, что она в любое время года и погоду проводила ночи в поле, где в коленопреклонённой молитве находилась до рассвета, делая земные поклоны на все четыре стороны.
Также ночью блаженная Ксения носила кирпичи для строящегося храма на Смоленском кладбище. Она предрекла кончину императрицы Елизаветы Петровны и Иоанна Антоновича. Своим даром прозорливости она помогала людям в их жизненном устройстве и спасении души. Особенное благополучие посещало тех, кому блаженная Ксения что-либо давала.
Блаженная Ксения провела в юродстве 45 лет и скончалась в самом начале XIX века. Она была погребена на Смоленском православном кладбище Санкт-Петербурга.

## Канонизация
24 сентября 1978 года (11 сентября по старому стилю) Ксения Петербургская была канонизирована Русской православной церковью заграницей.
6 июня 1988 года, после многолетнего народного почитания, блаженная Ксения Петербургская была причислена к лику святых на Поместном соборе Русской православной церкви.
Память празднуется 24 января (6 февраля) (день ангела) и 24 мая (6 июня) (прославление).

## Иконография
На иконах Ксения изображается в юбке с платком на плечах и платком на голове, опираясь левой рукой на клюку. На заднем плане изображаются Смоленская церковь и часовня Ксении Блаженной на Смоленском православном кладбище. Одета Ксения Петербургская, как правило, в красную юбку и зелёную кофту, либо наоборот — зелёную юбку и красную кофту — цвета военного обмундирования её мужа.

## Гимнография
- Тропарь, Глас 7

Нищету Христову возлюбивши, безсмертныя трапезы ныне наслаждаешися, безумием мнимым безумие мира обличивши, смирением крестным силу Божию восприяла еси, сего ради дар чудодейственныя помощи стяжавшая, Ксение блаженная, моли Христа Бога избавитися нам от всякаго зла покаянием.

- Кондак, Глас 3

Днесь светло ликует град святаго Петра, яко множество скорбящих обретают утешение, на твоя молитвы надеющеся, Ксение всеблаженная, ты бо еси граду сему похвала и утверждение.

## Монастыри, посвящённые Ксении Петербургской
Первый монастырь, названный во имя святой блаженной Ксении, был учреждён в деревне Барань Борисовского района Минской области Республики Беларусь в августе 2002 года решением Синода Белорусского экзархата Московского патриархата.
Открытый по благословению Священного синода в селе Долбенкино Дмитровского района Орловской области (Орловская епархия) 5 марта 2010 года женский монастырь стал первым на территории Российской Федерации, посвящённым блаженной Ксении.

## Храмы и часовни, посвящённые Ксении Петербургской

### Часовня на Смоленском кладбище

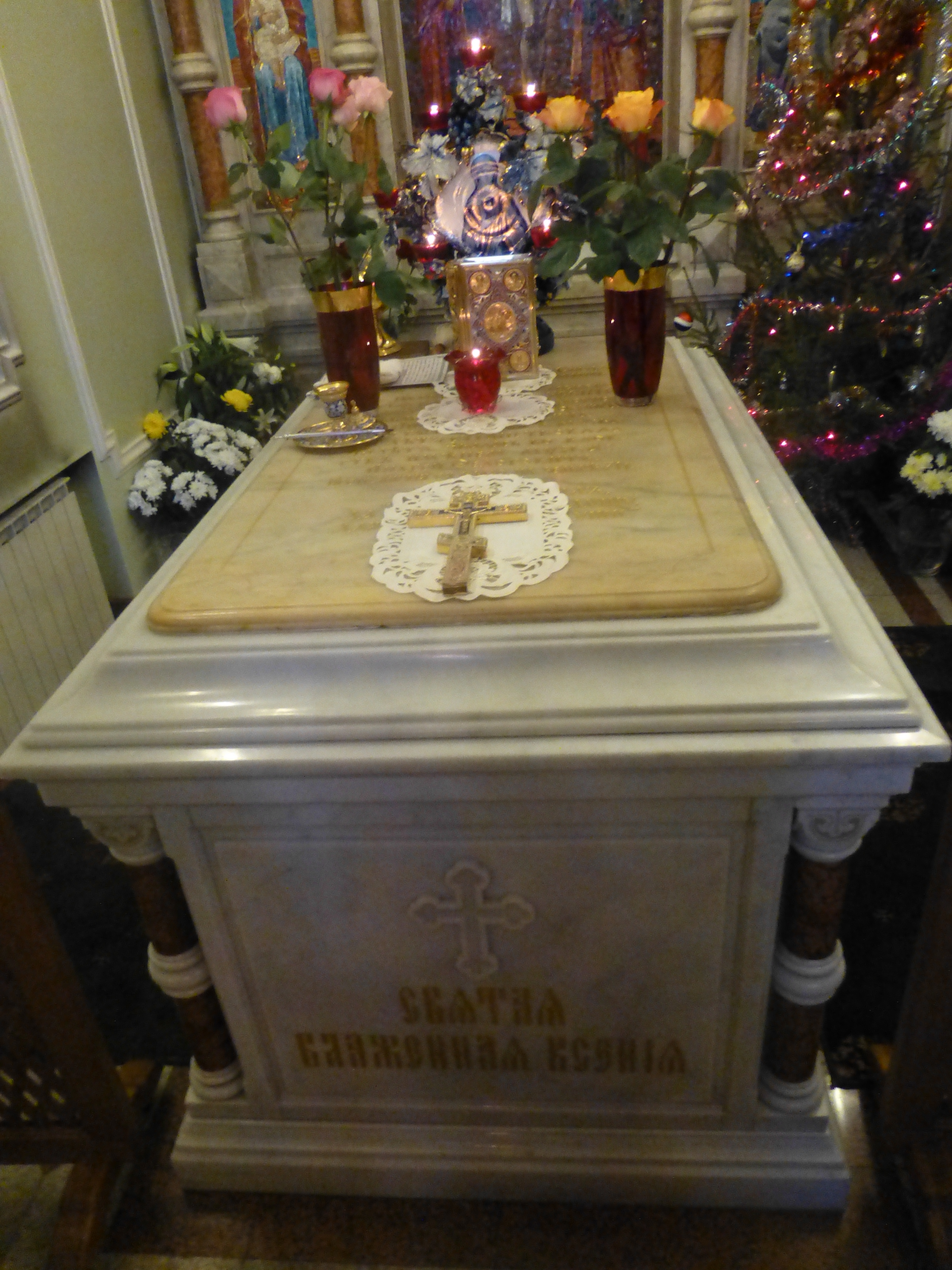
Саркофаг блаженной Ксении Петербургской в Смоленском кладбище в Санкт-Петербурге

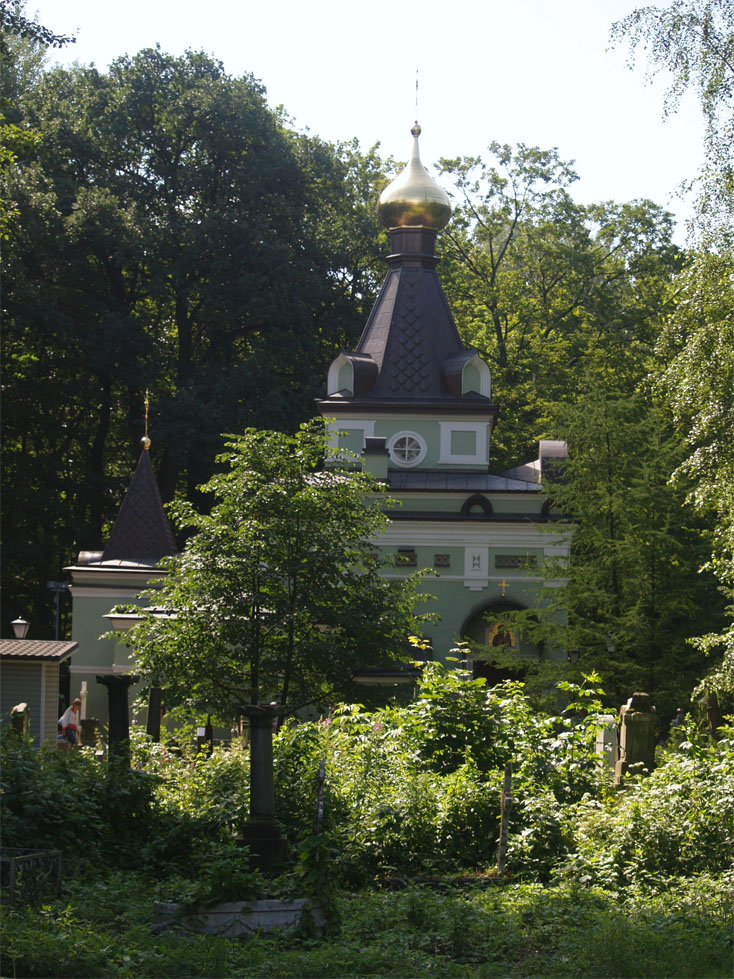
Часовня Ксении Блаженной на Смоленском кладбище в Санкт-Петербурге, построенная на месте её погребения

На могиле Ксении Петербургской на Смоленском кладбище в 1902 году по проекту архитектора Александра Всеславина была воздвигнута просторная каменная часовня, которая сменила малую часовню, сооружённую в 3-й четверти XIX века. При советской власти дважды закрывалась (в 1940 и в 1962 годах). В 1983 году часовня была возвращена Русской православной церкви. В наши дни часовня Блаженной Ксении является одной из главных святынь Петербурга, привлекающей многочисленных паломников. Мощи Ксении Петербургской находятся в часовне под спудом (под землёй).
На стене часовни — мраморная плита, надпись на которой гласит:

Во имя Отца и Сына и Святого Духа.
В сей часовне погребена раба Божия Блаженная Ксения Григорьевна жена певчего Андрея Федоровича.
Оставшись после мужа 26 лет, странствовала 45 лет. Звалась во вдовстве именем мужа: Андрей Федорович. Всего жития ея было на земле 71 год.
В 1794—1796 году принимала участие в построении Смоленской церкви, тайно по ночам таская на своих плечах кирпичи для строящейся церкви.
«Кто меня знал, да помянет мою душу для спасения своей души». Аминь.

### Храм на улице Лахтинской в Санкт-Петербурге
На Петроградской стороне в Санкт-Петербурге на улице Лахтинской в 2019 году был освящён храм в честь святой блаженной Ксении Петербургской. По одному из предположений на этом месте находился дом, в котором жила Ксения Петербургская со своим мужем.

### Другие храмы
- Храм святой блаженной Ксении Петербургской в посёлке Абрау-Дюрсо, район Новороссийска
- Храм святой блаженной Ксении Петербургской в Азери, Эстония[20]
- Храм святой блаженной Ксении Петербургской в селе Арское, Ульяновская область
- Храм Ксении Блаженной в Архангельске
- Храм святой блаженной Ксении Петербургской в Белой Церкви, Украина
- Храм святой блаженной Ксении Петербургской в Благовещенске, Амурская область, строящийся[21]
- Храм святой блаженной Ксении Петербургской в селе Большая Кивара (Воткинский район), Удмуртия[22]
- Храм святой блаженной Ксении Петербургской в Брянске[23]
- Храм святой блаженной Ксении Петербургской в Виннице, Украина
- Храм Ксении Петербургской в поселке Волжском, Рыбинск
- Храм святой блаженной Ксении Блаженной в Воронеже. У храма расположен памятник Ксении Петербургской
- Храм святой блаженной Ксении Петербургской в Донецке
- Храм святой блаженной Ксении Петербургской, село Дубки, Симферопольского района, Республика Крым
- Храм святой блаженной Ксении Петербургской в Ейске, Краснодарский край
- Храм святой Блаженной Ксении Петербургской в Екатеринбурге
- храм святой блаженной Ксении Петербургской в деревне Жабино Ленинградской области
- Храм святой блаженной Ксении Петербургской в Иркутске[24]
- Храм святой блаженной Ксении Петербургской в Кемерово[25]
- Храм во имя святой Ксении Петербуржской в городе Капчагай, Алматинская область, Казахстан[26]
- Храм святой блаженной Ксении Петербургской в город Клин, Московская область
- Храм святой блаженной Ксении Петербургской в посёлке Колосистый, Краснодар[27]
- Храм святой блаженной Ксении Петербургской в селе Красная поляна Черноморского района, Республика Крым
- Храм в честь святых Ксении Петербургской и Матроны Московской в Курске
- Храм святой блаженной Ксении Петербургской в городе Кызыл, Республика Тыва (Тува)
- Храм святой блаженной Ксении Петербургской в городе Лимассол, республика Кипр, строящийся[28].
- Храм святой блаженной Ксении Петербургской в Медвежьих Озёрах, Московская область
- Храм святой блаженной Ксении Петербургской в Меттюэне, штат Массачусетс, США, Русская православная церковь заграницей[29]
- Храм святой блаженной Ксении Петербургской в Москве[30]
- Храм во имя святой блаженной Ксении Петербургской в селе Некрасовка Хабаровского района Хабаровского края.
- Приход во имя святой блаженной Ксении Петербургской (Берлинская епархия РПЦ) в Нюрнберге[31]
- Храм святой блаженной Ксении Петербургской в Одессе, Одесская епархия, Украинская православная церковь (Московского патриархата), 2-е Христианское кладбище[32]
- Храм в честь святой блаженной Ксении Петербургской (Чикагская и Средне-Американская епархия РПЦЗ) в Остине, штат Техас
- Храм святой блаженной Ксении Петербургской в Орехово-Зуево[33]
- Храм святой блаженной Ксении Петербургской на хуторе Павловский, Крымский район, Краснодарский край
- Храм во имя святой блаженной Ксении Петербургской в посёлке Поназырево Костромской области.
- Храм во имя святой блаженной Ксении Петербургской в Ростоке (Берлинская епархия РПЦ)[34]
- Храм святой блаженной Ксении Петербургской в посёлке Приладожский Ленинградской области[35]
- Домовой храм во имя святой блаженной Ксении Петербургской в частной православной школе Шостаковичей в Санкт-Петербурге[36].
- Храм святой блаженной Ксении Петербургской в Сарапуле
- Храм святой Блаженной Ксении Петербургской в Ставрополе
- Храм блаженной Ксении Петербургской в городе Сумы (на территории Сумской городской клинической больницы № 1), Украина[37]
- Храм святой блаженной Ксении Петербургской в Твери
- Храм Ксении Петербургской в городе Тихорецк Краснодарского края
- Храм святой блаженной Ксении Петербургской в селе Тополи, община Варна, Болгария[38]
- Храм Ксении Блаженной в посёлке Усть-Омчуг, Магаданская область, Тенькинский район
- Храм блаженной Ксении Петербургской в селе Усть-Пыжа, Турочакский район, Республика Алтай
- Храм святой блаженной Ксении Петербургской Московского патриархата в городе Фару, Португалия. Существует с 2006 года.
- Храм Ксении Блаженной в Хельсинки[39]
- Храм Святой Блаженной Ксении Петербургской в Челябинске
- Храм святой блаженной Ксении Петербургской в Шушарах (Санкт-Петербург)[40]
- Храм святой Ксении Блаженной в Южно-Сахалинске
- Храм святой блаженной Ксении Петербургской в Яр-Сале Ямальского района Ямало-Ненецкого АО[41]

### Другие часовни
- Часовня Ксении Петербургской на Валааме[42]
- Часовня святой блаженной Ксении Петербургской в посёлке Белореченский, Иркутская область
- Часовня святой блаженной Ксении Петербургской на территории Городской клинической больницы № 1 имени С. З. Фишера, город Волжский Волгоградской области.
- Часовня святой Ксении Петербургской в Гомеле. Находится при храме преподобного Сергия Радонежского.
- Часовня святой блаженной Ксении Петербургской на Кузьминском кладбище в Москве[43]
- Часовня Ксении Блаженной в Минске[44]
- Часовня святой блаженной Ксении Петербургской на Лианозовском кладбище, Московская область, Мытищинский район[45]
- Часовня Ксении Блаженной в Мурманске
- Часовня во имя святой блаженной Ксении Петербургской при областной детской больнице имени Н. Ф. Филатова в Пензе[46]
- Часовня святой блаженной Ксении Петербургской в селе Сизьма Вологодской области.
- Часовня святой блаженной Ксении Петербургской на территории Городской клинической больницы № 1 в городе Тольятти
- Часовня Ксении Петербургской в городе Шуя, Ивановская область, около Шуйской центральной районной больницы[47]
- Часовня Ксении Петербургской в Тверской области, город Осташков

## Портрет

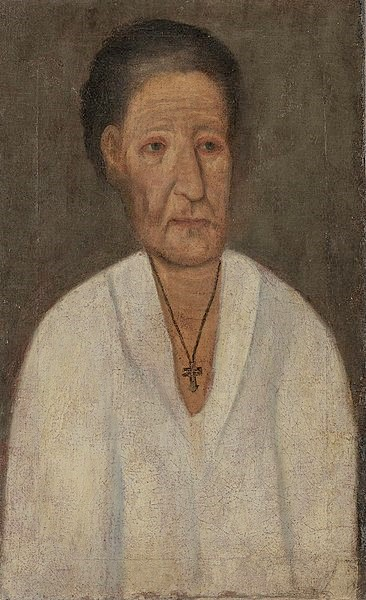
Предполагаемый портрет Ксении Петербургской или блаженной Марфы Яковлевны Сониной, конец XVIII — начало XIX века, Эрмитаж, Санкт-Петербург

В феврале 2017 года Государственный Эрмитаж представил предполагаемый прижизненный портрет Ксении Петербургской. Работа была отреставрирована и выставлена в публичной зоне реставрационно-хранительского центра Эрмитажа «Старая деревня». По словам художника-реставратора Николая Малиновского, «видно, что портрет почитался, за ним ухаживали. В красочном слое была обильная копоть и ожоги, то есть перед картиной стояла свеча или масляный светильник. Перед тем как полотно попало в музей, его неоднократно очищали от накопившейся грязи, освежали новыми красками и даже вносили кое-какие изменения».
По информации хранителя фонда живописи Отдела истории русской культуры Государственного Эрмитажа Юрия Юрьевича Гудыменко, позднее был атрибутирован как портрет блаженной Марфы Яковлевны Сониной.

## Памятник
В честь 35-летнего юбилея прославления в лике святых блаженной Ксении Петербургской рядом с восточным фасадом часовни блаженной Ксении на Смоленском православном кладбище открыт её памятник. В церемонии открытия принимали участие митрополит Санкт-Петербургский и Ладожский Варсонофий, губернатор Санкт-Петербурга Александр Беглов, спикер Заксобрания Александр Бельский и другие официальные лица.
Губернатор отметил, что «Блаженная Ксения стала первой женщиной среди святых, прославленных Церковью на петербургской земле. Она отказалась от всего, посвятила себя молитвам и духовному служению людям. Место ее упокоения на Смоленском кладбище стало святым. Столетия сюда идут и идут люди». Памятник создан на пожертвования, авторы: скульпторы Вадим Сазонов и Николай Иванов.

## Отражение в нумизматике
В 2012 году остров Ниуэ выпустил в обращение памятную монету номиналом 1 новозеландский доллар с изображением на её оборотной стороне блаженной Ксении Петербургской на фоне часовни Смоленского кладбища. В 2016 году остров Ниуэ выпустил в обращение новую монету «Святая Ксения Петербургская» номиналом 2 новозеландских доллара. На реверсе изображена Ксения Петербургская на фоне часовни Смоленского кладбища и церкви.

## Фильмы
- Храм на Смоленском кладбище, В. Матвеева, Г. Сокурова, Г. Переверзев и др., (c) Кинокомитет России, (c) Ордена «Знак Почёта» киностудия «Леннаучфильм», 1992.